# ReLU

ReLU 함수에 대한 그래프

ReLU 함수는 정류 선형 유닛(영어: Rectified Linear Unit 렉티파이드 리니어 유닛[*])에 대한 함수이다. ReLU는 입력값이 0보다 작으면 0으로 출력, 0보다 크면 입력값 그대로 출력하는 유닛인데, 그 함수는 다음과 같다.
{\displaystyle f(x)=x^{+}=\max(0,x)}

## 예시
ReLU {2} = 2
ReLU {-15} = 0

## 사용되는 분야
- 인공신경망
- 컴퓨터공학

## 같이 보기
- 소프트맥스 함수
- 시그모이드 함수
- 층 (기계 학습)